# Sisyrinchium brasiliense
Sisyrinchium brasiliense är en irisväxtart som beskrevs av Pierfelice Ravenna. Sisyrinchium brasiliense ingår i släktet gräsliljor, och familjen irisväxter. Inga underarter finns listade i Catalogue of Life.